# Nerisyrenia gypsophila
Nerisyrenia gypsophila är en korsblommig växtart som beskrevs av John D. Bacon. Nerisyrenia gypsophila ingår i släktet Nerisyrenia och familjen korsblommiga växter. Inga underarter finns listade i Catalogue of Life.